# Дойл, Эйлид
Эйлид Дойл (до замужества Чайлд) — британская легкоатлетка, которая специализируется в беге на 400 метров с барьерами. Чемпионка Европы 2014 года, бронзовая призёрка чемпионата мира 2013 года в составе эстафетной команды 4×400 метров. На олимпийских играх 2012 года дошла до полуфинала, по итогам которого заняла 17-е место. Серебряная призёрка чемпионата Великобритании 2013 года.
Бронзовая призёрка мемориала Фанни-Бланкерс-Кун 2013 года в беге на 400 метров — 52,08.

## Достижения на этапах Бриллиантовой лиги
- 2013:  Birmingham Grand Prix — 54,22